# Guerra di Häme
La guerra di Häme (in svedese Tavastehuskriget) fu una guerra combattuta tra il Regno di Svezia e la Repubblica di Novgorod dal 1311 al 1314.

## Contesto storico
La politica svedese nei confronti dei confini orientali era diventata molto passiva a causa della lunga lotta che si stava protraendo dal 1304 tra il re svedese Birger Magnusson e i suoi fratelli Erik e Valdemaro. Probabilmente tentando di approfittare della situazione, nel 1311 i novgorodiani attaccarono la Finlandia e scatenarono così un nuovo conflitto tra la Svezia e Novgorod, antagonisti di lunga data.

## La guerra

### 1311
All'inizio del 1311, i novgorodiani salpati per mare sotto il comando di Dmitri Romanovič attaccarono la Tavastia, occupando presto il fiume Kupets, dando alle fiamme i villaggi lungo la strada e catturando le persone che vi vivevano. In seguito, continuarono a seguire la costa e iniziarono a marciare verso Tavastehus. Quando un contingente svedese iniziò a inseguire i novgorodiani, il figlio di Ilya Stanimirovič, Konstantin, fu ucciso. Probabilmente, i novgorodiani occuparono quindi l'intero «fiume Nero», percorrendolo fino alla fortezza di Tavastehus.

#### Assedio di Tavastehus
Quando i novgorodiani raggiunsero Tavastehus, si impossessarono rapidamente della città e i difensori si ritirarono nella fortezza locale. La parte antistante non resistette molto agli assalti nemici, poiché composta di legno. I combattenti svedesi invocarono quindi di giungere alla pace ai novgorodiani, ma questi ultimi rifiutarono categoricamente, preparandosi ad assediare la fortezza. Malgrado la loro forte determinazione, gli assedianti di Novgorod ebbero difficoltà a raggiungere la fortezza stessa, poiché era costruita su un'alta rocca. Dopo che le ostilità si trascinarono per tre giorni, i novgorodiani decisero di revocare l'assedio e iniziarono a marciare verso la propria patria.
I duchi Erik e Valdemaro si vendicarono dell'attacco provando a chiudere i commerci con Narva, ma tale tentativo si tramutò in un fallimento.

### 1312
All'inizio del 1312, scoppiò un conflitto tra Michail Jaroslavič, principe di Tver', e Novgorod. Poiché in Svezia i lunghi combattimenti tra Birger e i suoi fratelli erano terminati, si decise di avviare una politica espansiva verso Oriente. Birger ordinò quindi di avviare le operazioni funzionali a reclutare un nuovo esercito per l'anno successivo.

### 1313
Nel 1313, una spedizione condotta sotto il comando di Tuke Jonsson si diresse verso la regione a nord del lago Ladoga. Poiché il posadnik (governatore) locale aveva portato con sé numerosi soldati al di fuori delle mura per combattere, gli svedesi guidati da Tuke riuscirono a introdursi all'interno della città di Ladoga e la incendiarono. Le cronache di Novgorod ascrivono la vittoria svedese a un intervento celeste, poiché Dio aveva deciso di punire gli sconfitti «per i nostri peccati».

### 1314
Nel 1314, i ribelli di Korela riescono a trarre vantaggio dalla crisi di Novgorod e uccidono i loro «oppressori» russi, invocando gli svedesi. Tuttavia, poco dopo, Jurij Danilovitj riesce a sedare la rivolta e a cacciare gli svedesi da Ladoga.

## Conseguenze
Benché le ostilità fossero cessate nel 1315, l'esito del conflitto non è chiaro. Le invasioni dei novgorodiani furono infatti respinte causando delle ingenti perdite, ma i tentativi svedesi di catturare Kexholm, al netto di una fugace presa avvenuta nel 1314, si chiusero con un fallimento.